# سيدي قاسم حروش (سيدي قاسمحروش)
سيدي قاسم حروش هو دُوَّار يقع بجماعة انويرات، إقليم سيدي قاسم، جهة الرباط سلا القنيطرة في المملكة المغربية. ينتمي الدوّار لمشيخة سيدي قاسمحروش التي تضم 9 دواوير. يقدر عدد سكانه بـ 601 نسمة حسب الإحصاء الرسمي للسكان والسكنى لسنة 2004.

## روابط خارجية
- البوابة الوطنية للجماعات الترابية نسخة محفوظة 12 مارس 2018 على موقع واي باك مشين.
- المندوبية السامية للتخطيط